# Franz J. Beranek
Franz Josef Beranek (* 8. August 1902 in Lundenburg, Südmähren; † 11. August 1967 in Gießen) war ein deutscher Sprachwissenschaftler.

## Leben
Franz Beranek besuchte die vierjährige deutsche Volksschule in Lundenburg (Břeclav), die nach eigenen Aussagen sein deutsches Nationalbewusstsein prägte, und schloss 1920 das deutsche Staatsgymnasium in seiner Geburtsstadt ab. Anschließend schrieb er sich zunächst in Brünn an der Deutschen Technischen Hochschule ein, studierte aber bereits ab 1921 in Wien Germanistik und Slawistik und wechselte 1923 an die Deutsche Universität Prag. Sein prägender wissenschaftlicher Lehrer in Prag wurde Erich Gierach, der einen völkischen sudetendeutschen Nationalismus vertrat. Zwischen 1926 und 1928 lebte Beranek in seiner Heimatstadt und begeisterte sich für den wachsenden deutschen Nationalismus, den er durch sein Engagement in der Volksbildung und als Publizist unterstützte. Viele seiner Publikationen hatten auch einen heimatkundlich-regionalhistorischen Bezug und bezeugen sein Interesse an der Sprache und Geschichte Südmährens. Mit einer Arbeit zur Lautlehre der deutschen Mundarten Südmährens wurde er 1932 zum Dr. phil. promoviert. Bis in die 1940er Jahre arbeitete er als Sekundarschullehrer, vielfach als Deutschlehrer an tschechischen Schulen.
Sein wissenschaftliches Interesse galt den Mundarten der deutschsprachigen Minderheiten in der Tschechoslowakei, zu deren Erforschung er besonders in der Zeit zwischen 1927 und 1935 viele Studienreisen in deutschsprachige Enklaven in dem Land sowie darüber hinaus auch nach Ungarn, Polen und ins Baltikum unternahm. Dabei untersuchte er auch bereits erloschene oder gefährdete Dialekte und warnte vor deren Aussterben durch Assimilation. Die deutschsprachige Volkskunde an der Prager Universität betrachtete die Erforschung der Enklaven zur damaligen Zeit als ein wichtiges wissenschaftliches Anliegen, das auch dem politischen Ziel der Stärkung der deutschen Minderheit in der Tschechoslowakei dienen sollte. Beraneks wichtigstes Werk aus dieser Phase ist die Abhandlung Die deutsche Besiedlung der Westslowakei (veröffentlicht 1943).
Nach der Sudetenkrise und der Angliederung des Sudetenlandes an das Deutsche Reich im Herbst 1938 wurde Beranek als Studienrat in den deutschen Staatsdienst übernommen und erhielt vom Deutschen Kulturverband in Prag einen Kulturpreis für Volkskunde. Er beantragte am 6. März 1939 die Aufnahme in die NSDAP, wurde rückwirkend zum 1. November 1938 aufgenommen (Mitgliedsnummer 6.584.272) und trat der SA bei. Seine Frau, die Volkskundlerin Hertha Wolf-Beranek (1912–1977), war Mitglied des SS-Ahnenerbe und Mitarbeiterin weiterer SS-Organisationen. 1941 wurde er Lektor bei dem im Frühjahr desselben Jahres neugeschaffenen Institut für Heimatforschung (IHF) der Slowakeideutschen in Käsmark und zog mit seiner Frau, die nach Abschluss ihrer Promotion bei Gustav Jungbauer 1942 die Leitung der volkskundlichen Abteilung des IHF übernahm, in die Slowakei. Er selbst war zunächst als wissenschaftlicher Berater und dann als Leiter der Sprachforschungsabteilung des Instituts tätig, das als kulturpolitische Forschungs- und Bildungseinrichtung das Auslandsdeutschtum im Sinne der nationalsozialistischen Volkstumspolitik fördern und an der übergreifenden Organisation der deutschen Minderheiten in Südosteuropa mitwirken sollte. Beranek stellte dem Institut die Ergebnisse seiner früheren Forschungen über slowakeideutsche Sprachinseln zur Verfügung. Seine IHF-Aktivitäten etwa in der Orts- und Familiennamenforschung waren nicht rein akademisch ausgerichtet, sondern auf ihren praktischen Nutzen für die Deutsche Partei hin konzipiert. Nach einem Streit mit Johannes Lipták, dem Leiter des IHF, verließen die Beraneks die Slowakei um die Jahreswende 1943/44 und kehrten ins deutsche Protektorat zurück. Franz Beranek habilitierte sich im Jahre 1944 an der Deutschen Karls-Universität Prag und wurde Diätendozent für Südostdeutsche Volkskunde und Stammesgeschichte Mährens.
Nach der Vertreibung der Deutschen aus der Tschechoslowakei ließ sich das Paar in Hessen nieder, wo Franz Beranek im höheren Schuldienst arbeitete und gleichzeitig versuchte, seine Forschungen fortzuführen. Er gehörte allerdings mit Josef Nadler, Karl Justus Obenauer, Walther Wüst und einigen anderen schwer NS-Belasteten zu den wenigen Fällen im Mai 1945 von den Alliierten aus politischen Gründen amtsenthobener Germanistikprofessoren, die keine Wiederanstellung mehr bekamen. Erst 1960 gelang es ihm, durch Umhabilitation als Privatdozent an der Universität Gießen Fuß zu fassen und die Leitung der dort 1957 wieder aufgenommenen Arbeit an einem Sudetendeutschen Wörterbuch zu übernehmen. 1962 wurde er zum außerplanmäßigen Professor in Gießen ernannt.
Nach dem Zweiten Weltkrieg versuchte er erfolglos in einem seiner Forschungsfelder, der Jiddistik, international anerkannt zu werden, stieß jedoch wegen seiner nationalsozialistischen Vergangenheit auf Ablehnung des YIVO und seines Vorsitzenden Max Weinreich.
In Wien gehörte Beranek dem radikalnationalistischen und antisemitischen Akademischen Germanistenverein an. Während seiner Zeit in Prag wurde er Mitglied des Vereins deutscher Studenten Saxonia und in den 1960er Jahren auch Mitglied des Vereins deutscher Studenten Gießen.

## Schriften
- Die Ortsnamen Südmährens.
- Die Mundart der Brünner deutschen Sprachinsel.
- Die Mödritzer Mundart.
- Lundenburg – Eine namens- und siedlungskundliche Studie.
- Grundsätzliches zur südmährischen Mundartforschung.
- Vom Lundenburger Deutsch.
- Thayawasser.
- Mundart und Siedlung in Südmähren.
- Die Sammlung südmährischer Flurnamen.
- Die Mundart von Südmähren (Lautlehre) (= Beiträge zur Kenntnis sudetendeutscher Mundarten 7). Anstalt für Sudetendeutsche Heimatforschung, Reichenberg 1936, zugleich Dissertation Universität Wien 1930.
- Die jiddische Mundart Nordostungarns. 1941.
- Die deutsche Besiedlung des Preßburger Großgaus (= Veröffentlichungen des Südostinstituts München 24). Schick, München 1941.
- Das Pinsker Jiddisch, Berlin 1958.
- Die jiddischen Ortsbenennungen in Niederösterreich. In: Jahrbuch für Landeskunde von Niederösterreich. Folge XXXVI, 1964, S. 870–880 (zobodat.at [PDF]).
- Westjiddischer Sprachatlas. Elwert, Marburg 1965.
- Atlas der sudetendeutschen Umgangssprache, Teil 1 (= Handbuch der sudetendeutschen Kulturgeschichte 5). Elwert, Marburg 1970.
- Sudetendeutsches Wörterbuch. Wörterbuch der deutschen Mundarten in Böhmen und Mähren-Schlesien, München 1982.

## Sekundärliteratur
- Rudolf Grulich: Beranek, Franz Josef, in: Kulturportal West-Ost, o. D. Kurzbiographie
- Christopher M. Hutton: Yiddish linguistics and National Socialism. In: ders.: Linguistics in the Third Reich. Mother-tongue fascism, race and the science of language. Routledge, London/New York 1999, ISBN 0-415-18954-3 (online), S. 188–232 (zu Beranek: S. 212–220).
- Tomáš Kubisa (SAV): Franz Beranek and his activities in Slovakia. In: Muzeológia a Kultúrne Dedičstvo 8, Heft 2 (Juni 2020), S. 77–89 (online).
- Kalman Weiser: „One of Hitler’s Professors“: Max Weinreich and Solomon Birnbaum confront Franz Beranek. In: Jewish Quarterly Review 108, 2018, S. 106–124.